# Mukdenia
Mukdenia là một chi thực vật có hoa trong họ Saxifragaceae.